# Gloria Cáceres Vargas
Gloria Cáceres Vargas (Colta, entonces provincia de Parinacochas, hoy Páucar del Sara Sara, Ayacucho, Perú, 2 de mayo de 1947) es una escritora, traductora y profesora de lengua y literatura peruana. Ha contribuido a la literatura quechua y en español con poemas y relatos en ambas lenguas.

## Trayectoria
Gloria Cáceres Vargas estudió educación, lengua y cultura en la Universidad Nacional Federico Villarreal en Lima, la Universidad Nacional de Educación Enrique Guzmán y Valle en Chosica y la Universidad Nacional Mayor de San Marcos en Lima. Después trabajó como profesora de literatura y de lengua quechua en la Universidad Nacional de Educación Enrique Guzmán donde fue desde 1997 hasta 1999 decana de la Facultad de Humanidades y directora de la revista La Cantuta.
En octubre de 1999 fue invitada al INALCO en París a trabajar como profesora de lengua quechua, donde se quedó hasta 2005. Trabajó también como profesora de español y de civilización latinoamericana en la Universidad Sorbona Nueva - París 3. En 2008 se volvió al Perú para trabajar como especialista del quechua ayacuchano en la Dirección de Educación Intercultural y Bilingüe del Ministerio de Educación del Perú. Desde 2009 trabaja como profesora en la Universidad Peruana Unión de Ñaña en Lima.

## Labor literaria
Gloria Cáceres Vargas ha publicado varias obras literarias en español y quechua ayacuchano (o quechua sureño). En 1996 y en 2009 aparecieron dos poemarios bilingües: Riqsinakusun/Conozcámonos y Munakuwaptiykiqa/Si tú me quisieras. En su libro Wiñay suyasqayki / Te esperaré siempre de 2010 publicó algunos relatos sobre la migración de los Andes a la ciudad y también sobre sus propios viajes entre Colta y Chosica en su juventud. En 2015 salió su poemario Yuyaypa k'anchaqnin / Fulgor de mis recuerdos.
Ha traducido algunos textos literarios del castellano al quechua, entre ellos tres textos de José María Arguedas: Warma kuyay (1935), Yawar willay (1945) y Hijo solo (1957), publicados en traducción quechua en 2011.

## Familia
Gloria Cáceres Vargas es viuda del periodista Cesáreo (Chacho) Martínez Sánchez, con el cual tiene un hijo, el biólogo y paleontólogo Manuel Agustín Martínez Cáceres.

## Obras
- 1996: Riqsinakusun. Conozcámonos (poemas, relatos y adivinanzas).
- 2009: Munakuwaptiykiqa. (Si tú me quisieras.) Punto & Grafía, Lima.
- 2010: Wiñay suyasqayki, huk willaykunapas. (Te esperaré siempre y otros relatos.) Universidad Alas Peruanas, Lima.
- 2015: Yuyaypa k'anchaqnin. (Fulgor de mis recuerdos.) Pakarina, Lima.
- 2021: Musqu awaqlla. (Tejedora de sueños.) Pakarina, Lima, ISBN 9786124297601

## Traducciones al quechua
- José María Arguedas: Warma kuyay y otros relatos [Yawar willay, Sapan Churi = Hijo solo]. Traducción al quechua de Gloria Cáceres Vargas. Edición bilingüe, con introducción de Gonzalo Espino Relucé. Lima, Editorial San Marcos, 2011.

## Obra publicada en antologías
- Poesía en Un otoño azul. Arequipa, Cuervo Editores - Alianza Francesa de Arequipa, 2018. Compilación de Gloria Mendoza Borda. ISBN 978-612-4683190.[8][9]